# L. Gordon Graham
Lawrence Gordon Graham (* 15. Juli 1949) ist ein britischer Philosoph. Er lehrte von 2006 bis 2018 als Henry-Luce-III-Professor of Philosophy and the Arts am Princeton Theological Seminary.

## Leben
1972 erlangte Graham einen Master der University of St Andrews mit Auszeichnung in den Fächern Logik, Metaphysik und Moralphilosophie. 1973 folgte noch ein Master in Politikwissenschaften der University of Durham, wo er 1975 in politischer Philosophie promoviert wurde. 1975 nahm Graham seine Lehrtätigkeit als Lecturer für Moralphilosophie an der University of St Andrews auf. 1986 wurde er zum Reader ernannt und lehrte weiter in St Andrews, bis er 1995 als Regius Professor of Moral Philosophy an die University of Aberdeen berufen wurde.
2005 verließ Graham Europa, um Lehrtätigkeiten am Princeton Theological Seminary aufzunehmen. Dort leitete er das Center for the Study of Scottish Philosophy at Princeton.
In seinen Arbeiten befasst sich Graham mit der Ästhetik, Moralphilosophie, Religionsphilosophie und der schottischen, philosophischen Tradition. Er untersucht moderne Medien und übertrug viele Themen aus seinem Radioprogramm The Silicon Society in ein Buch über das Internet (The Internet: a philosophical inquiry, 1999), wo er die verschiedenen Strömungen aufgriff und untersuchte. Er ist mitgründender Redakteur des Journal of Scottish Philosophy.

## Ehrungen
Graham wurde 1999 zum Fellow der Royal Society of Edinburgh gewählt. Die University of St Andrews zeichnete Graham mit dem James McGlashan Scott Prize for Moral Philosophy und der Class Medal for Logic and Metaphysics aus. 2017 ehrte das Princeton Seminary ihn mit einer Festschrift, Art as a Voice for the Church: A Festschrift for Gordon Graham.

## Bibliografie

### Bücher
- 1983: Historical Explanation Reconsidered, (Scots Philosophical Monographs No.4)
- 1986: Politics in its Place: a study of six ideologies
- 1997: The Shape of the Past: a philosophical approach to history
- 1999: The Internet: a philosophical inquiry
- 2002: Genes: a philosophical inquiry
- 2007: The  Re-enchantment of the World: art versus religion
- 2014: Wittgenstein and Natural Religion
- 2017: Philosophy, Art and Religion: understanding faith and creativity